# Штефан-чел-Маре (Бакеу)
Штефан-чел-Маре (рум. Ștefan cel Mare) — село у повіті Бакеу в Румунії. Входить до складу комуни Штефан-чел-Маре.
Село розташоване на відстані 204 км на північ від Бухареста, 41 км на південь від Бакеу, 120 км на південний захід від Ясс, 125 км на північний захід від Галаца, 113 км на північний схід від Брашова.

## Населення
За даними перепису населення 2002 року у селі проживала 941 особа, усі — румуни. Усі жителі села рідною мовою назвали румунську.